# Розиды
Рози́ды — дочерняя группа (клада) неопределённого ранга, входящая в состав клады  Суперрозиды, которая включается в более крупную кладу Эвдикоты в системах классификации Покрытосеменных, разработанных «Группой филогении покрытосеменных» (Angiosperm Phylogeny Group, APG) — APG I (1998), APG II (2003), APG III (2009) и APG IV (2016).
В соответствии с определениями последней версии системы APG IV (2016) традиционные научные латинские названия таксономических рангов выше Порядка (лат. ordo), такие как Класс (лат. classis) и Отдел (лат. divisio), не употребляются, вместо них используются англоязычные эквиваленты без уточнения иерархического положения, которое заменяется общим термином клада.
Название клады Розиды (англ. Rosids) отражает историческое наследование основного состава этой группы от подкласса Розиды (лат. Rosidae), который выделялся в более ранних системах Тахтаджяна и Кронквиста.

## Состав клады в APG IV[2]
В группу «розиды» в Системе классификации APG IV (2016) входят следующие таксоны (семейства, входящие в состав порядков, в списке не приведены):
клада Цветковые (англ. Angiosperms)
клада Эвдикоты (англ. Eudicots)
клада Суперрозиды (англ. Superrosids)
клада Розиды (англ. Rosids)
Порядок Виноградоцветные (Vitales)
клада Фабиды (англ. Fabids)
Порядок Бобовоцветные (Fabales)
Порядок Розоцветные (Rosales)
Порядок Букоцветные (Fagales)
Порядок Тыквоцветные (Cucurbitales)
Порядок Кисличноцветные (Oxalidales)
Порядок Мальпигиецветные (Malpighiales)
Порядок Бересклетоцветные (Celastrales)
Порядок Парнолистникоцветные (Zygophyllales)
клада Мальвиды (англ. Malvids)
Порядок Гераниецветные (Geraniales)
Порядок Миртоцветные (Myrtales)
Порядок Кроссосомоцветные (Crossosomatales)
Порядок Пикрамниецветные (Picramniales)
Порядок Мальвоцветные (Malvales)
Порядок Уэртеецветные (Huerteales)
Порядок Капустоцветные (Brassicales)
Порядок Сапиндоцветные (Sapindales)